# ساباشوو
ساباشوو (انگلیسی: Sabashevo) یک شهرک در شهرستان ملئوزوفسکی استان باشقیرستان کشور روسیه است.